# Liste der Nummer-eins-Hits in den Niederlanden (1972)
Diese Liste enthält alle Nummer-eins-Hits in den Niederlanden im Jahr 1972. Es gab in diesem Jahr 14 Nummer-eins-Singles und 16 Nummer-eins-Alben.
| Singles | Alben |
| --- | --- |
| - Mouth & MacNeal – How Do You Do? - 5 Wochen (18. Dezember 1971 – 21. Januar 1972) - Middle Of The Road – Sacramento (A Wonderful Town) - 7 Wochen (22. Januar – 10. März) - The Sweet – Poppa Joe - 4 Wochen (11. März – 7. April) - Middle Of The Road – The Talk of All the USA - 2 Wochen (8. April – 21. April) - Vicky Leandros – Après toi - 4 Wochen (22. April – 19. Mai) - Earth & Fire – Memories - 2 Wochen (20. Mai – 2. Juni) - Mouth & MacNeal – Hello-a - 6 Wochen (3. Juni – 14. Juli) - Procol Harum – A Whiter Shade of Pale - 3 Wochen (15. Juli – 4. August) - Julio Iglesias – Un canto a Galicia - 1 Woche (5. August – 11. August) - Hot Butter, Popcornmakers, Anarchic System und Revolution System – Popcorn - 7 Wochen (12. August – 29. September) - Alexander Curly – I'll Never Drink Again - 2 Wochen (30. September – 13. Oktober) - Lynsey de Paul – Sugar Me - 4 Wochen (14. Oktober – 10. November) - Vicky Leandros – Ich hab’ die Liebe geseh’n - 5 Wochen (11. November – 15. Dezember) - The Osmonds – Crazy Horses - 7 Wochen (16. Dezember 1972 – 2. Februar 1973) | - Rod McKuen – Greatest Hits, Volume 3 - 5 Wochen (4. Dezember 1971 – 7. Januar 1972) - John Lennon – Imagine - 2 Wochen (8. Januar – 21. Januar, insgesamt 7 Wochen; → 1971) - George Harrison & Friends – The Concert For Bangladesh - 5 Wochen (22. Januar – 25. Februar) - Neil Young – Harvest - 8 Wochen (26. Februar – 21. April) - Deep Purple – Machine Head - 1 Woche (22. April – 28. April, insgesamt 2 Wochen) - Creedence Clearwater Revival – Mardi Gras - 1 Woche (29. April – 5. Mai) - Deep Purple – Machine Head - 1 Woche (6. Mai – 12. Mai, insgesamt 2 Wochen) - Stephen Stills – Manassas - 4 Wochen (13. Mai – 9. Juni) - The Rolling Stones – Exile On Main Street - 5 Wochen (10. Juni – 14. Juli) - Procol Harum with The Edmonton Symphony Orchestra – Live In Concert - 2 Wochen (15. Juli – 28. Juli) - André van Duin – André van Duin - 2 Wochen (29. Juli – 11. August) - Simon & Garfunkel – Simon & Garfunkel Greatest Hits - 7 Wochen (12. August – 29. September) - Yes – Close To the Edge - 3 Wochen (30. September – 20. Oktober) - Cornelis Vreeswijk – Cornelis Vreeswijk - 5 Wochen (21. Oktober – 1. Dezember) - Focus – Focus 3 - 1 Woche (2. Dezember – 8. Dezember) - Gilbert O’Sullivan – Back To Front - 2 Wochen (9. Dezember – 22. Dezember) - Jaap Dekker Boogie Set – Nursery Rhymes - 2 Wochen (23. Dezember 1972 – 5. Januar 1973, insgesamt 5 Wochen; → 1973) |